# Uloborus krishnae
Espèce
Uloborus krishnae est une espèce d'araignées aranéomorphes de la famille des Uloboridae.

## Distribution
Cette espèce est endémique d'Inde.

## Description
La femelle holotype mesure 3,70 mm.

## Publication originale
- Tikader, 1970 : Spider fauna of Sikkim. Records of the Zoological Survey of India, vol. 64, p. 1-83.